# کندیس دوپری
کندیس دوپری (انگلیسی: Candice Dupree؛ زادهٔ ۱۶ اوت ۱۹۸۴) بازیکن بسکتبال اهل ایالات متحده آمریکا است.
وی در مسابقات کشوری و بین‌المللی در مجموع برندهٔ ۳ مدال طلا شده‌است.